# Молитвенный дом адвентистов (Выборг)
Молитвенный дом адвентистов — молитвенный дом церкви адвентистов седьмого дня на Садовой улице в Выборге, построенный в 1935 году. Каменное здание в стиле функционализм вместе с более старым деревянным корпусом включено в перечень памятников архитектуры.

## История
Нынешнее культовое сооружение состоит из двух корпусов. Когда в 1861 году городским архитектором В. Босиным была спроектирована небольшая деревянная усадьба, это была окраина Выборга. В первой четверти XX века, когда город разросся, жилой дом был перестроен по проекту архитектора П. Уотилы с приспособлением помещений цокольного этажа под магазины.
Затем угловой участок был приобретён общиной адвентистов, по заказу которой в 1935 году строительным мастером В. Раутиайненом было сооружено каменное здание молитвенного дома. Деревянный домик стал частью новой церкви.
Каменное здание, состоящее из двух объёмов различной высоты, выполнено в стиле функционализм без использования каких-либо фасадных украшений и архитектурных элементов, традиционных для церковных зданий. Высокая часть дома — башенного типа, с оригинально оформленным порталом, внутренней лестницей и узким вертикальным остеклением по фасаду. Молельный зал обозначен высокими узкими окнами в низкой части постройки с косым скатом крыши со стороны двора.
В результате советско-финских войн (1939—1944) в здании разместился клуб войсковой части Военно-морского флота СССР. После распада СССР здание на углу Садовой улицы и Каменного переулка вновь было передано общине церкви адвентистов седьмого дня.